# Cray X-MP
Cray X-MPは、クレイ・リサーチ社が設計・製造・販売したスーパーコンピュータである。1975年のCray-1の後継として1982年にリリースされ、1983年から1985年にかけて世界最高速のコンピュータであった。主要設計者はスティーブ・チェン。

## 詳細

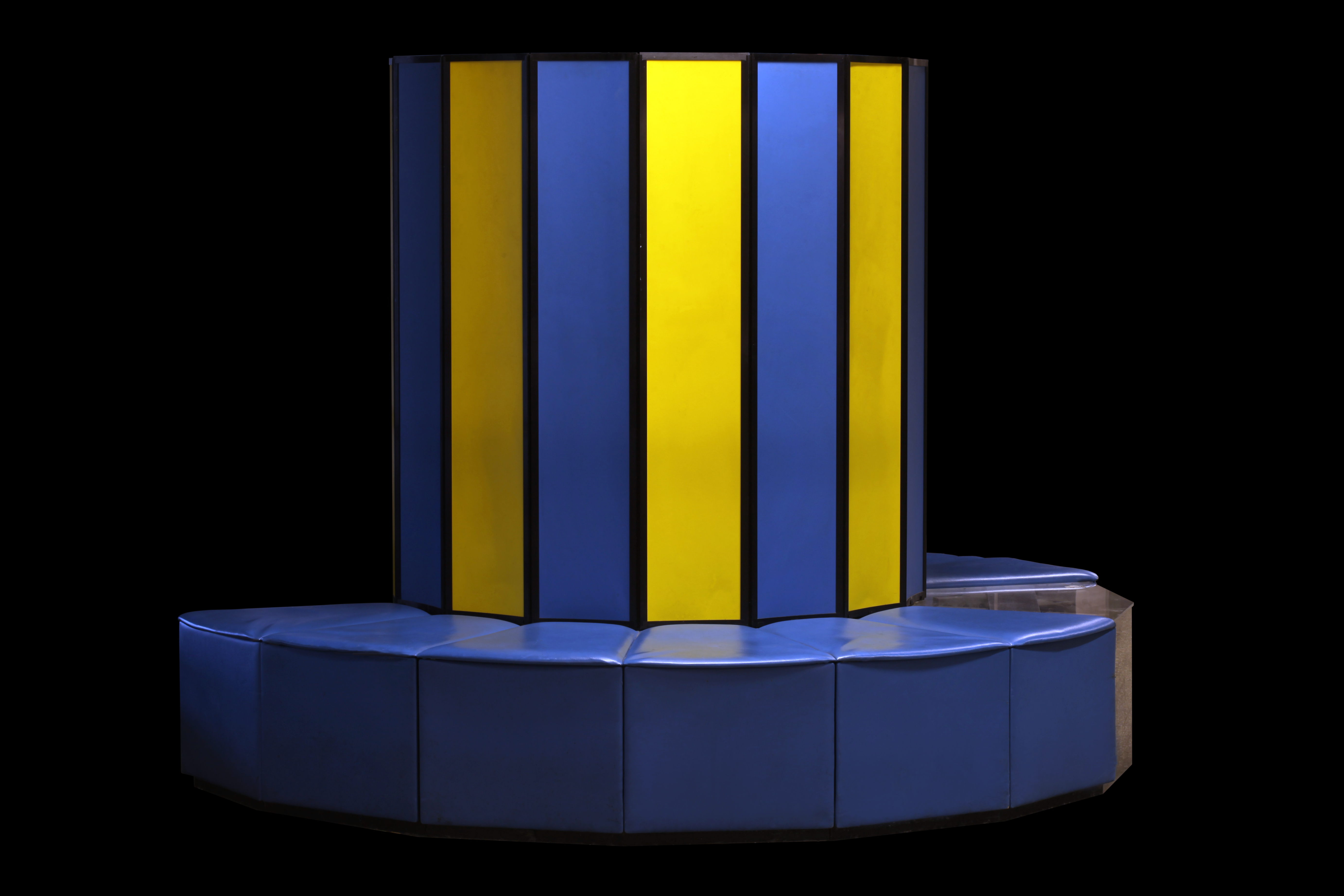
スイスのEPFLにある CRAY-XMP48

Cray-1からの主な改良点は、クレイ・リサーチ初の共有メモリ型並列ベクトル計算機だという点である。主筐体に2個のCPUを格納しており、外観は Cray-1 の蹄鉄型のデザインを踏襲している。
プロセッサのクロックは105MHz（1サイクル9.5ナノ秒）である（Cray-1Aでは12.5ns）。バイポーラゲートアレイ集積回路 (IC) で構成されており、個々のICは16個のECLゲートを集積している。CPUアーキテクチャは Cray-1 とよく似ているが、メモリ帯域幅が改善されており（リードポート2個とライトポート1個）、chaining サポート（Cray-1を参照）も強化されている。理論的なピーク性能は1CPU当たり 200 MFLOPSで、システムのピーク性能は400MFLOPSである。
X-MPは当初、200万ワード（1ワードは64ビットで、16MB）の主記憶を16バンクに分けてサポートしていた。メモリ帯域幅はCray-1から大幅に改善された。Cray-1ではリードポートとライトポートが1つずつだったが、X-MPではリードポートが2つになっており、I/O専用ポートも別に設けている。主記憶は4Kビットのバイポーラ SRAM IC で構成されている。CMOSメモリ版の Cray-1M は Cray X-MP/1s と改称された。この構成は当初、クレイ・リサーチでのUNIX移植に使われた。
1984年、X-MPの改良モデルが発表となり、プロセッサ数は1/2/4、メモリ容量は400万ワード/800万ワードという構成の機種が登場した。最上位機種 X-MP/48 は4CPUで理論上のピーク性能は800MFLOPSを越え、メモリ容量は800万ワードである。これら機種のCPUはgather/scatter方式のメモリ参照命令を導入している。最大主記憶容量は1600万ワードまでとなり、実際に搭載可能なメモリ容量は機種によって異なる。SRAMメモリチップも機種によってバイポーラまたはMOSを採用している。
システムは当初、独自の Cray Operating System (COS) を搭載し、Cray-1とオブジェクトコードレベルで互換性を保っていた。UNIX System V から派生した CX-OS は最終的に UniCOS となり、ゲストオペレーティングシステム機能として実行した。1986年以降 UniCOS は主OSとなった。DOEは標準のOSではなく Cray Time Sharing System を採用した。Cray-1とX-MPはほぼ完全互換なので、その他のソフトウェアについては、Cray-1のソフトウェアの節を参照。

## EAシリーズ
1986年、クレイ・リサーチは X-MP Extended Architecture シリーズを発表。EAシリーズのCPUはクロック周波数が117MHz（8.5ナノ秒）となり、マクロセルアレイおよびゲートアレイICで構成されている。EAシリーズではアドレスレジスタ（AとB）を32ビットに拡幅し、理論上20億ワードまで扱えるようにしている。実際の最大構成は6400万ワードの MOS SRAM を64バンクで構成したものだった。互換性のため24ビットアドレッシングもサポートしており、Cray-1や従来のX-MP向けの既存ソフトウェアを実行可能である。EAシリーズのCPUのピーク性能は234MFLOPSで、4CPU構成のシステムのピーク性能は942MFLOPSとなった。

## I/Oサブシステム

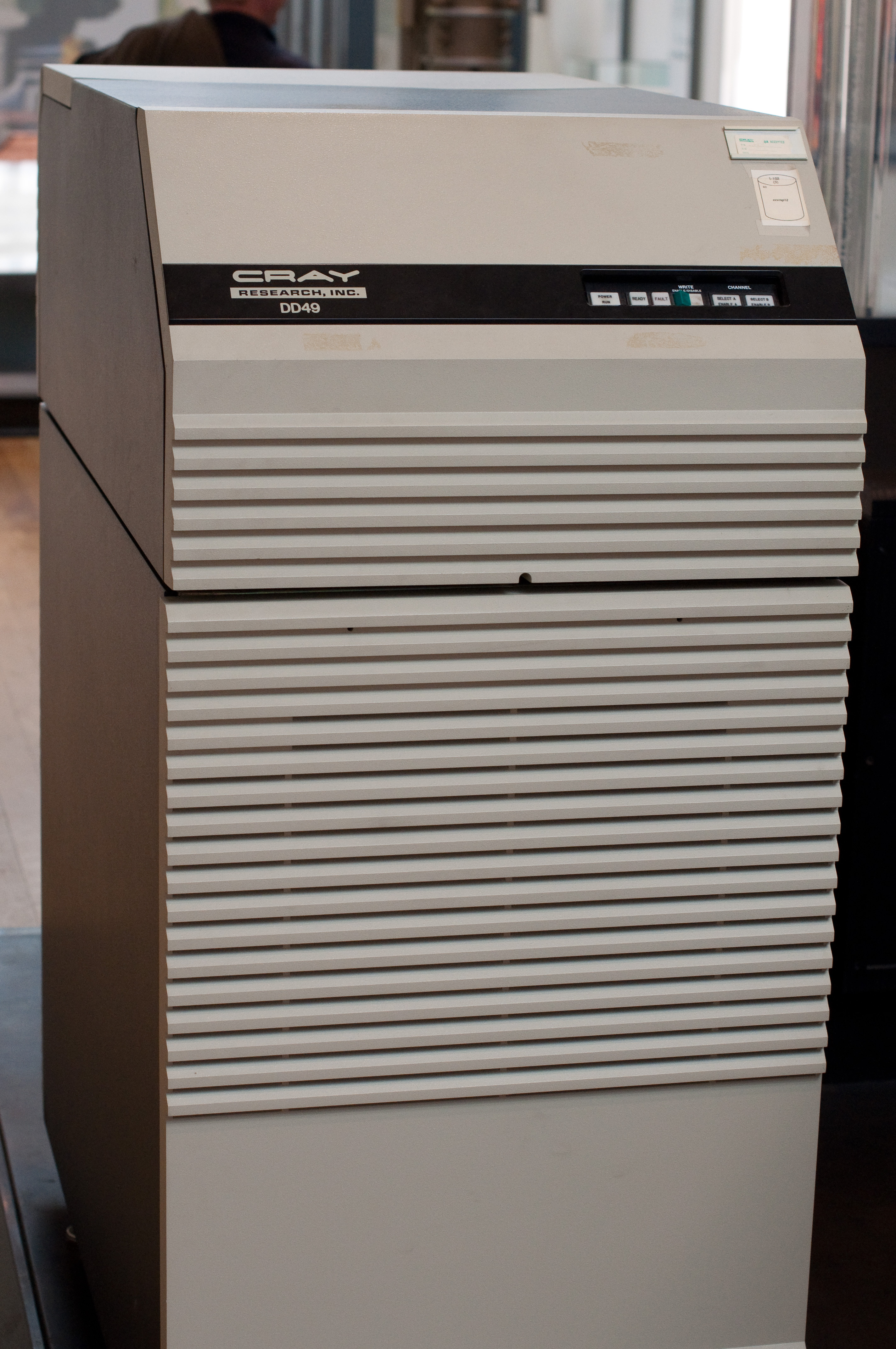
Cray DD-49

I/Oサブシステムは2つから4つのI/Oプロセッサを搭載でき、合計で2台から32台のディスクユニットを接続できる。DD-39とDD-49というハードディスク装置は、容量1.2GBで転送レートはそれぞれ5.9MB/sと9.8MB/sである。オプションのソリッドステートドライブは、256/512/1024MBの容量で転送レートはチャネル当たり100から1,000MB/sである。

## 価格
1984年時点のX-MP/48は1500万ドルで、ディスク装置の価格は含まない。1985年、ベル研究所は Cray X-MP/24 を1050万ドル、8台のDD-49を100万ドルで購入した。その際、Cray-1を下取りに出し、150万ドルで買い取ってもらっている。1987年、本田技術研究所は Cray X-MP/12 を700万ドル（10億5000万円）で購入した。

## 日本での導入実績
日本ではX-MPシリーズは少なくとも以下の企業に導入されている。
- NTT 基礎研究所 - X-MP/22[4]、X-MP/1[4]
- 東芝 - X-MP/22[5]
- 日産自動車 宇宙航空部門 - X-MP/11[6]
- 本田技術研究所 - X-MP/12[3]
- センチュリ リサーチ センタ - X-MP/18[7][8]
- リクルート - X-MP/216[8]

## イメージ・ギャラリー

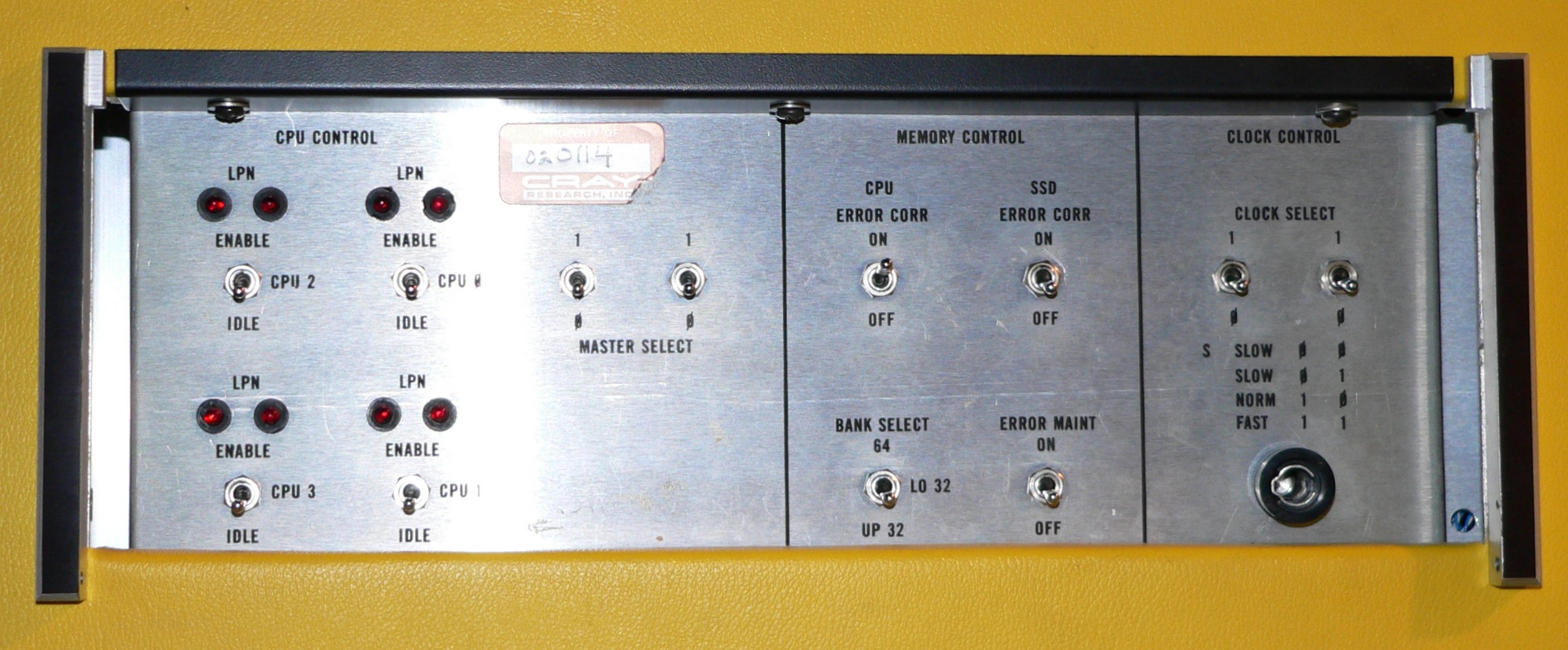
CRAY X-MP/48 の制御パネル
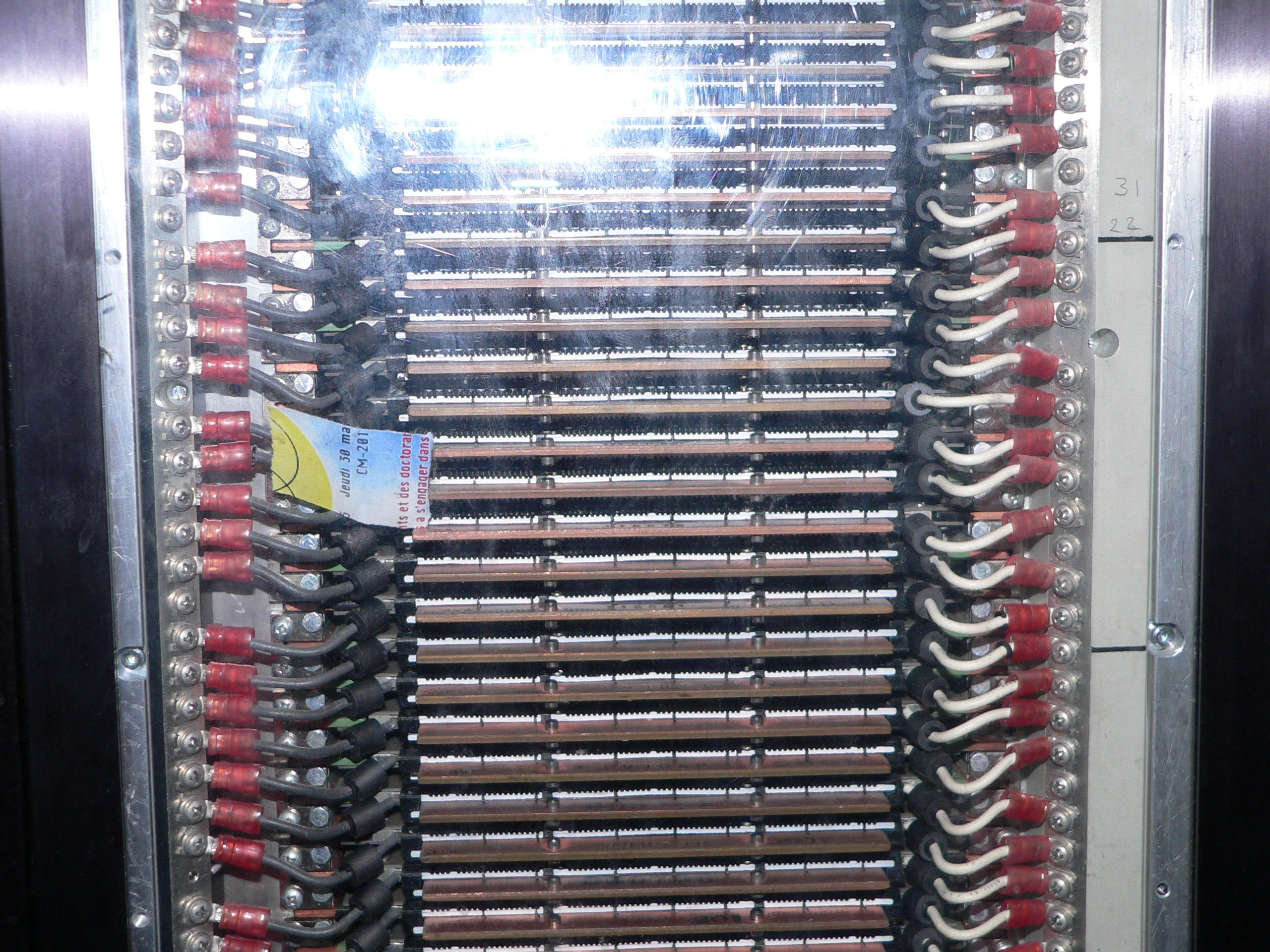
CRAY X-MP/48 の論理回路基板
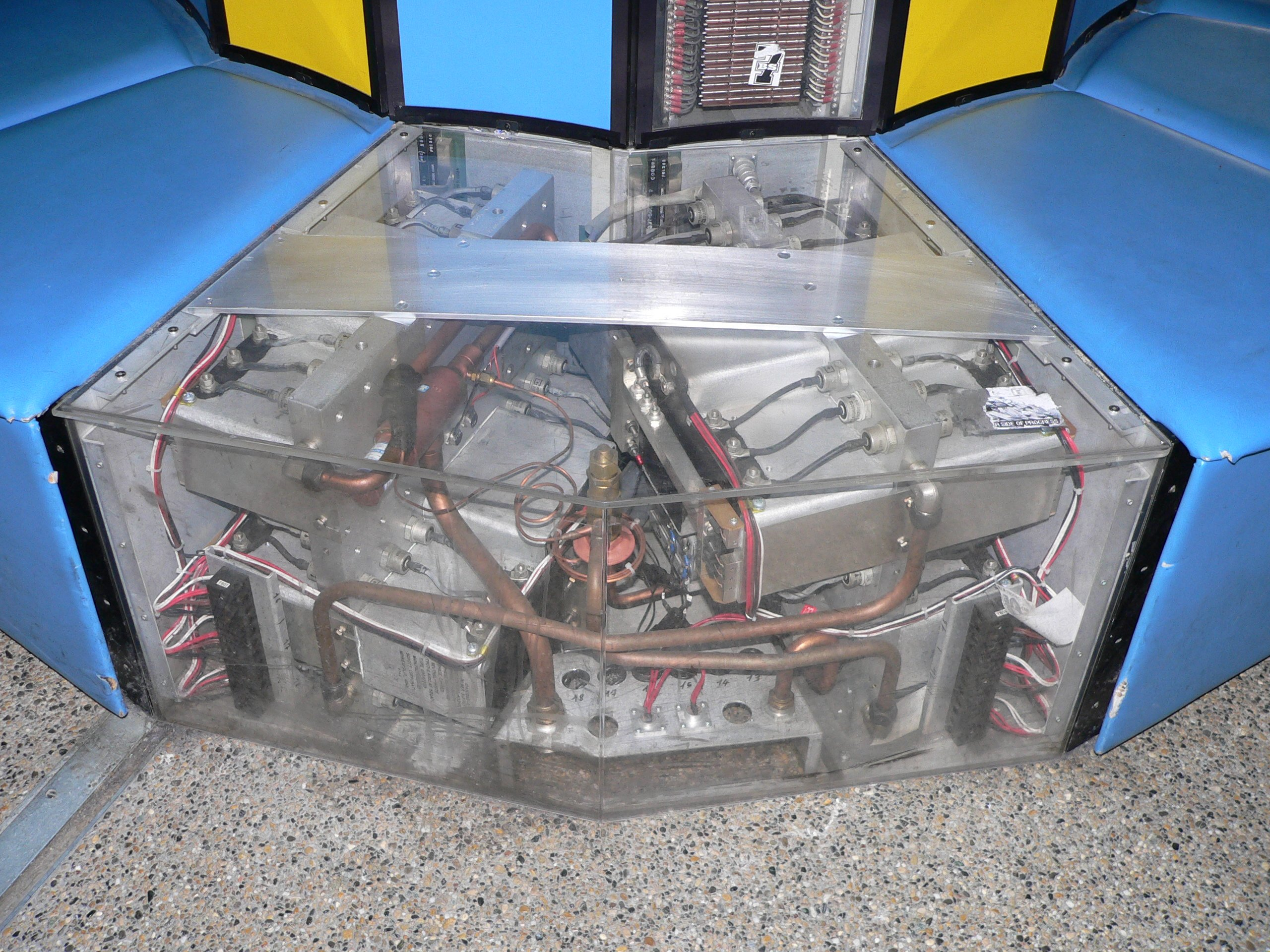
CRAY X-MP/48 の冷却システム
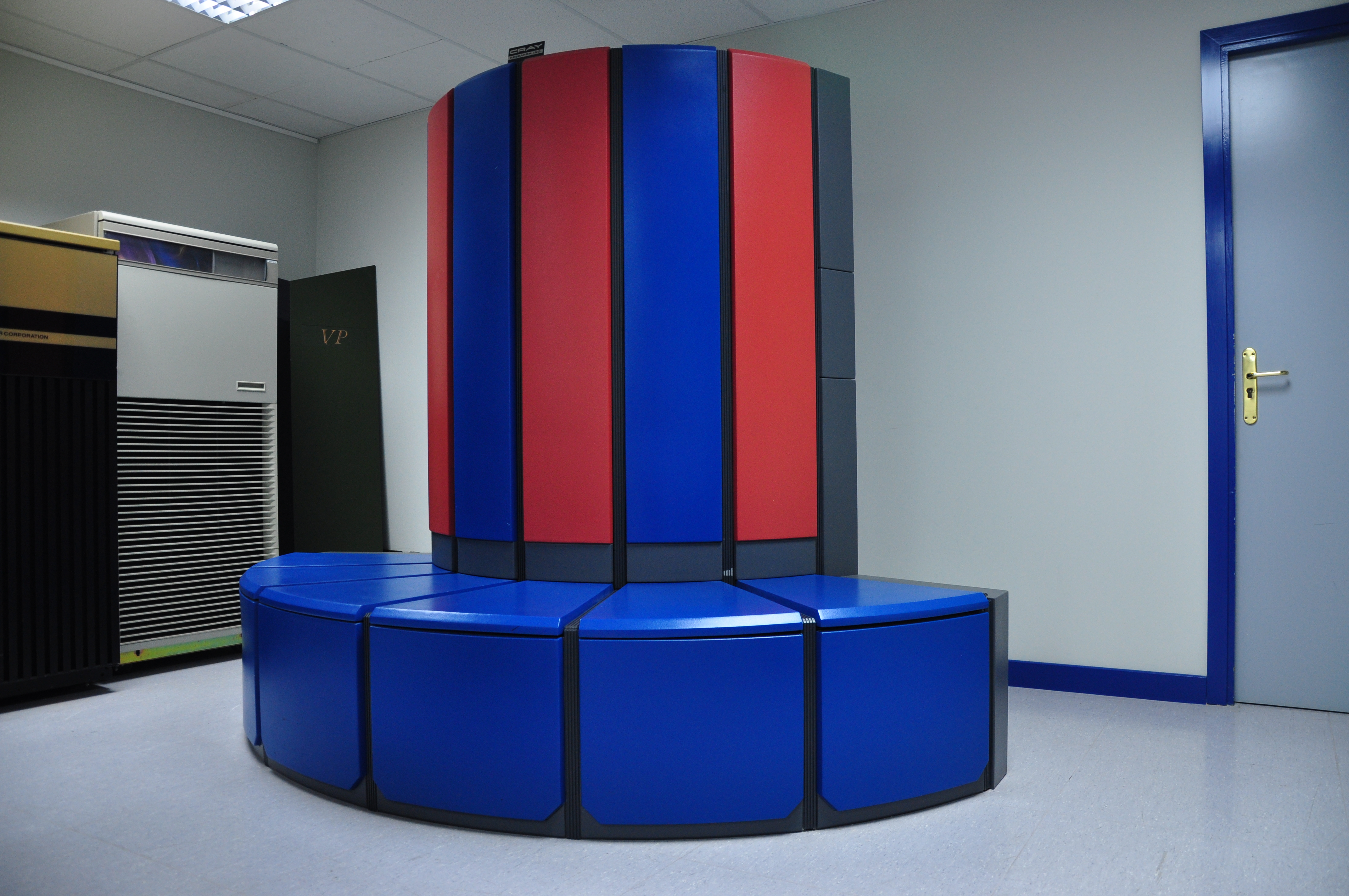
CRAY X-MP/24 （バルセロナ・スーパーコンピューティング・センター）
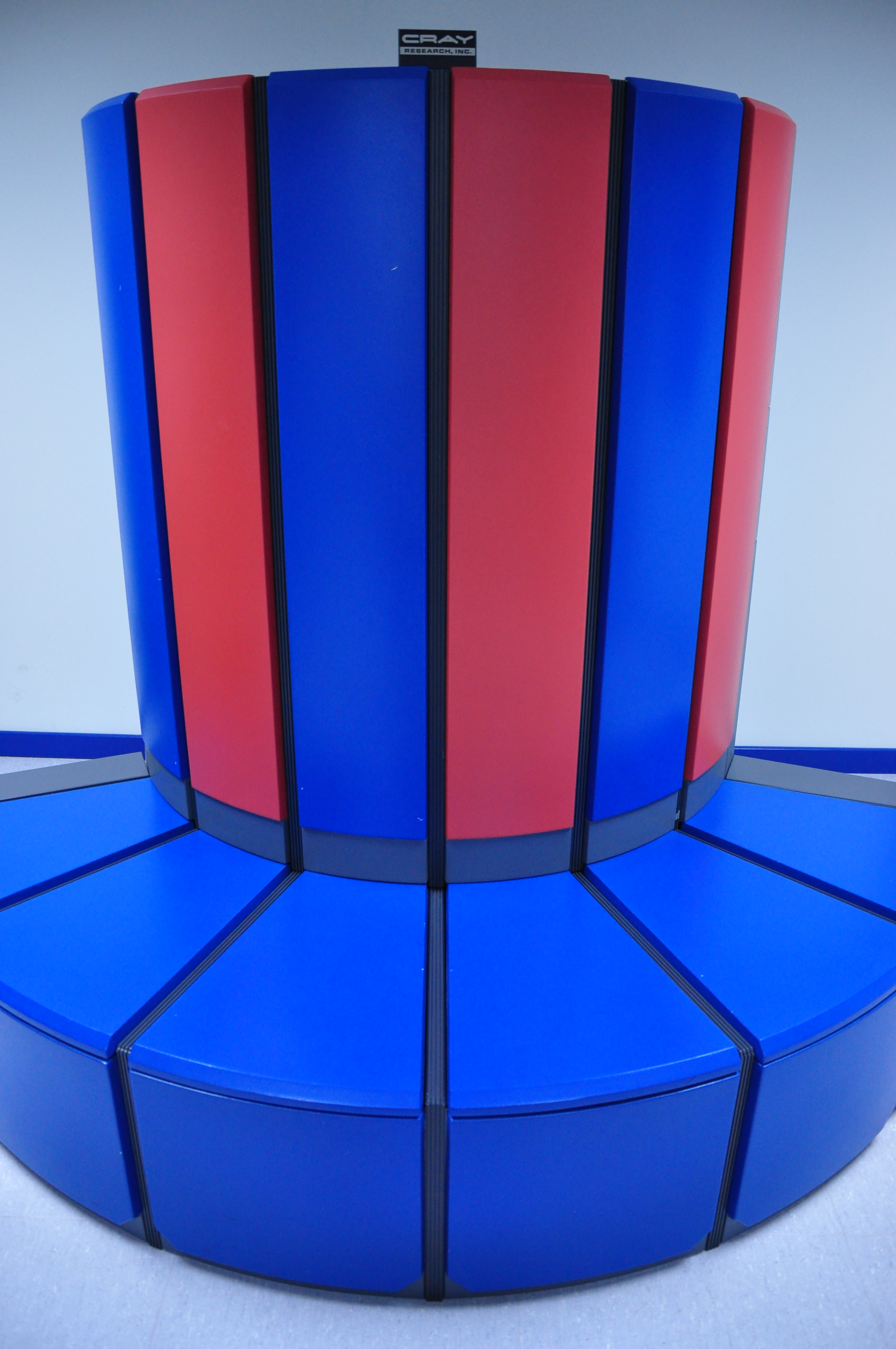
CRAY X-MP/24 （バルセロナ・スーパーコンピューティング・センター）

## 後継機種
完全新規設計のCray-2は1985年に登場した。全く異なったコンパクトな4プロセッサ設計で、主記憶容量は512Mバイトから4Gバイトであった。性能は500MFLOPSと言われたが、メモリのレイテンシが大きかったために計算の種類によってはX-MPよりも遅かった。
X-MPの直接の後継である Cray Y-MP シリーズは1988年から登場した。設計に目新しい点はなく、最大 8個の改良されたプロセッサを接続できるようにX-MPを進化させたものである。実装面では16ゲートのECLゲートアレイICからVLSIに集積度を向上させている。

## ポップカルチャーにおけるX-MP
- トム・クランシーの『レッド・オクトーバーを追え!』では、アメリカ空軍の X-MP を使って潜水艦レッド・オクトーバーの性能と音響特性を計算する設定になっていた。
- 映画『トロン』には、X-MPが見えるシーンがある。また、エンドロールで "Supercomputer" として Cray X-MP がクレジットされている。
- 映画『スター・ファイター』では、3DCGのレンダリングにX-MPを使っている[9]。
- マイクル・クライトンの小説『ジュラシック・パーク』では、パークのコンピュータとして Cray X-MP を3台使用している設定となっていた。